# Coyote Ugly
Coyote Ugly (bra: Show Bar; prt: Coyote Bar) é um filme de comédia dramática de musical e romance estadunidense de 2000 baseado no real Coyote Ugly Saloon. Foi dirigido por David McNally, produzido por Jerry Bruckheimer e Chad Oman, e escrito por Gina Wendkos. Situado na cidade de Nova York, o filme é estrelado por Piper Perabo, Adam Garcia, John Goodman, Maria Bello, Izabella Miko, Bridget Moynahan e Tyra Banks.
Apesar da resposta mista dos críticos, o filme foi um sucesso de bilheteria, arrecadando mais de 113 milhões de dólares. O filme tornou-se um clássico cult adquirido ao longo dos anos.
Country Music Television realizou três temporadas do The Ultimate Coyote Ugly Search, produzido pela Touchstone Television. As duas primeiras temporadas de 2006 e 2007 viram um grupo disputando a esperança de conseguir um emprego no bar original e uma quantia em dinheiro para elas e seus parceiros. A temporada de encerramento em 2008 mudou o programa com as garçonetes cantoras competindo para conseguir um lugar na trupe de Coyotes que poderiam ser contratadas para organizar e participar de eventos corporativos, esportivos e musicais.

## Sinopse
Abençoada com uma linda voz, a jovem de 21 anos Violet Sanford (Piper Perabo) vai para Nova York em busca do sonho de se tornar compositora e acaba se tornando uma garçonete do bar Coyote Ugly. Uma casa noturna nova e diferente, o Coyote Ugly é o local mais badalado da cidade, com um time de mulheres sensuais, jovens e empreendedoras. Lil (Maria Bello) é a inteligente e rígida proprietária, que reina absoluta entre as garotas; a sempre paqueradora Cammie (Izabella Miko), a cabeça-feita e brigona Rachel (Bridget Moynahan) e a campeã de gorjetas Zoe (Tyra Banks). As "Coyotes", como são carinhosamente chamadas, atormentam os clientes e a mídia com seus modos ultrajantes, fazendo do Coyote Ugly o local ideal para rapazes sem compromisso. Quando Violet está prestes a desistir de seu objetivo, conhece Kevin e, com sua ajuda, consegue realizar seu grande sonho e ultrapassar barreiras que ela considerava intransponíveis.

## Elenco
- Piper Perabo como Violet Sanford
- Adam Garcia como Kevin O'Donnell
- John Goodman como William "Bill" Sanford
- Maria Bello como Lil Lovell
- Izabella Miko como Cammie
- Tyra Banks como Zoe
- Bridget Moynahan como Rachel
- Melanie Lynskey como Gloria
- Michael Weston como Danny
- Melody Perkins como nova Coyote
- LeAnn Rimes como ela mesma
- Johnny Knoxville como estudante
- John Fugelsang como Richie the Booker
- Jeremy Rowley como recepcionista da William Morris
- Michael Bay (cameo) como fotógrafo
- Susan Yeagley, Kaitlin Olson, Alex Borstein, e Carol Ann Susi (sem créditos) como mulheres no leilão

## Produção

### Escrita
Kevin Smith, que fez uma reescrita sem créditos do roteiro, afirmou que um total de oito escritores trabalharam no roteiro, enquanto o Writers Guild of America só deu crédito a Gina Wendkos, que escreveu o primeiro rascunho do roteiro, que segundo Smith, dificilmente se assemelha ao filme final. (Veja o sistema de créditos de roteiro WGA.)

### Elenco
No começo, antes que os produtores decidissem contratar atores desconhecidos, o papel principal de Violet Sanford foi oferecido à cantora pop Jessica Simpson, que recusou.

### Filmagens
A filmagem principal ocorreu em Manhattan e pequenas cidades em Nova Jersey, incluindo South Amboy e Sea Bright por um mês. A produção mudou-se para a Califórnia e as filmagens ocorreram em Los Angeles, West Hollywood, Pasadena e San Pedro.

### Título
O filme foi baseado em um artigo, "The Muse of the Coyote Ugly Saloon", na revista GQ por Elizabeth Gilbert, que trabalhou como garçonete no East Village. O bar, inaugurado em 1993, tornou-se rapidamente um dos favoritos dos hipsters do Lower East Side.
Como mencionado no filme por Maria Bello, a gíria "coyote ugly", ou coiote feio em português, refere-se à sensação de acordar depois de uma noite, e descobrir que seu braço está debaixo de alguém que é tão fisicamente repulsivo que você poderia roer a pessoa sem acordá-la só para que você possa fugir sem ser descoberto. Sabe-se que os coiotes roem os membros se estiverem presos em uma armadilha, para facilitar a fuga.

## Recepção

### Bilheteria
Com um orçamento de US$45 milhões, o filme arrecadou US$60,786,269 no mercado estadunidense e US$53,130,205 internacionalmente para um total de US$113.916.474, tornando-se um sucesso de bilheteria.

## Recepção
O Metacritic, que usa uma média ponderada, atribuiu ao filme uma pontuação de 27 em 100, baseado em 29 críticos, indicando críticas "geralmente desfavoráveis". Críticas e elogios centraram-se em torno da crença de que era pouco mais do que uma desculpa para retratar "mulheres sexy e gostosas dançando em um bar em um concurso de camiseta molhada". No site agregador de críticas Rotten Tomatoes, 22% das 95 avaliações dos críticos são positivas, com uma classificação média de 3,9/10. O consenso do site afirma: "Bem, as mulheres neste filme são incrivelmente atraentes e ostentam bastante esse fato. Infelizmente, isso é tudo o que há para o filme. O roteiro é uma piada quase tão grande quanto os personagens, e tudo o mais segue o mesmo caminho. Se você está procurando por uma provocação, então veja este filme, caso contrário, fique o mais longe possível". O público pesquisado pela CinemaScore atribuiu ao filme uma nota A na escala de A a F.
VH1 fez uma declaração sobre a aparição de LeAnn Rimes no filme afirmando: "A própria Rimes, que tem apenas 17 anos, usava calças de couro e uma blusa curta e com toda a probabilidade, mesmo com uma identidade falsa, nunca teria sido autorizada dentro de qualquer bar de Nova York".

## Trilha Sonora
A trilha sonora do filme apresenta as quatro músicas de Violet, interpretadas por LeAnn Rimes e escritas por Diane Warren, além de várias outras músicas não exclusivas do filme. Ele alcançou o disco de ouro dentro de um mês de seu lançamento em 1º de agosto de 2000 e o disco de platina em 7 de novembro de 2000. Em 18 de abril de 2001, a trilha sonora foi certificada como 2× Platinum e em 9 de janeiro de 2002, foi certificado 3× Platinum. A trilha sonora foi certificada como 4× Platinum em 22 de julho de 2008, foi certificada como 5× Platinum (500 000 unidades) no Canadá e ouro (100 000 unidades) no Japão em 2002.
Três singles foram lançados da trilha sonora, todos os três por LeAnn Rimes, "Can't Fight the Moonlight", que alcançou o disco de ouro, se tornou um hit quase instantâneo nas paradas de rádio e alcançou o 11º lugar na The Billboard Hot 100, "But I Do Love You" e "The Right Kind of Wrong".
Uma segunda trilha sonora, More Music from Coyote Ugly, com mais músicas que apareceram no filme e remixes de duas músicas de Rimes, foi lançada em 28 de janeiro de 2003.
Embora Perabo tenha sido capaz de cantar para sua personagem, foi decidido que Rimes, devido à sua voz tipo soprano, proporcionaria a voz de Violet muito melhor para o papel. Isso significa que durante a participação de Rimes, ela está efetivamente fazendo duetos consigo mesma.
| N.º            | Título                                                                   | Artista(s) da gravação   | Duração |  |
| 1.             | "Can't Fight the Moonlight" (feat. Arranjos de cordas de David Campbell) | LeAnn Rimes              | 3:35    |  |
| 2.             | "Please Remember"                                                        | LeAnn Rimes              | 4:34    |  |
| 3.             | "The Right Kind of Wrong" (feat. Arranjos de cordas de David Campbell)   | LeAnn Rimes              | 3:47    |  |
| 4.             | "But I Do Love You" (feat. Arranjos de cordas de David Campbell)         | LeAnn Rimes              | 3:21    |  |
| 5.             | "All She Wants to Do Is Dance"                                           | Don Henley               | 4:30    |  |
| 6.             | "Unbelievable"                                                           | EMF                      | 3:30    |  |
| 7.             | "The Power"                                                              | Snap!                    | 3:40    |  |
| 8.             | "Need You Tonight"                                                       | INXS                     | 3:10    |  |
| 9.             | "The Devil Went Down to Georgia"                                         | The Charlie Daniels Band | 3:36    |  |
| 10.            | "Boom Boom Boom"                                                         | Rare Blend               | 3:22    |  |
| 11.            | "Didn't We Love"                                                         | Tamara Walker            | 3:24    |  |
| 12.            | "We Can Get There" (TP2K Hot Radio Mix)                                  | Mary Griffin             | 3:59    |  |
| Duração total: | Duração total:                                                           | Duração total:           | 44:27   |  |

### More Music from Coyote Ugly
| N.º | Título                                     | Artista(s) da gravação   | Duração |  |
| 1.  | "One Way or Another"                       | Blondie                  | 3:31    |  |
| 2.  | "Rebel Yell"                               | Billy Idol               | 4:47    |  |
| 3.  | "Rock This Town"                           | Stray Cats               | 2:39    |  |
| 4.  | "Keep Your Hands to Yourself"              | The Georgia Satellites   | 3:22    |  |
| 5.  | "Out of My Head"                           | Fastball                 | 2:33    |  |
| 6.  | "Battle Flag" (Lo-Fidelity Allstars Remix) | Pigeonhed                | 3:58    |  |
| 7.  | "It Takes Two"                             | Rob Base and DJ E-Z Rock | 5:00    |  |
| 8.  | "Love Machine"                             | The Miracles             | 2:59    |  |
| 9.  | "We Can Get There" (Almighty Radio Edit)   | Mary Griffin             | 3:59    |  |

| Faixas bônus   |                                                       |                        |         |  |
| N.º            | Título                                                | Artista(s) da gravação | Duração |  |
| 10.            | "Can't Fight the Moonlight" (Graham Stack Radio Edit) | LeAnn Rimes            | 3:30    |  |
| 11.            | "But I Do Love You" (Almighty Radio Edit)             | LeAnn Rimes            | 4:02    |  |
| Duração total: | Duração total:                                        | Duração total:         | 40:20   |  |

### Outras músicas do filme
As seguintes músicas aparecem no filme, mas não estão em nenhuma das duas trilhas sonoras lançadas.
- "Party Up (Up in Here)" by DMX
- "Fly" by Sugar Ray
- "I Will Survive" by Gloria Gaynor
- "That's Me" by Tara MacLean
- "Wherever You Will Go" by The Calling
- "Pour Some Sugar on Me" by Def Leppard
- "Fly Away" by Lenny Kravitz
- "Beer:30" by Reverend Horton Heat
- "Follow Me" by Uncle Kracker
- "Cruisin' for a Bruisin'" by Nurse With Wound
- "Never Let You Go" by Third Eye Blind
- "Love Is Alive" by Anastacia
- "Cowboy" by Kid Rock
- "Tony Adams" by Joe Strummer & The Mescaleros
- "Cailin" by Unwritten Law
- "Can't Help Falling in Love" by Elvis Presley
- "Like Water" by Chalk Farm
- "I Love Rock N Roll" by Joan Jett & the Blackhearts
- "Wherever You Will Go" by The Calling (cena do Clube das Sereias de Fiji)